# Diosa

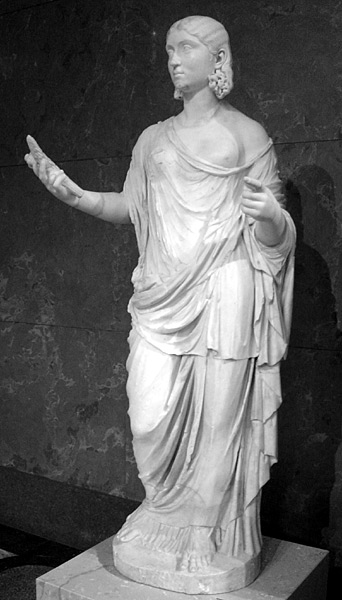
Ceres, la diosa romana de la agricultura.

Una diosa es una deidad o divinidad femenina, a diferencia de las deidades masculinas conocidas como "dioses". Muchas religiones y culturas antiguas adoraron a diosas y, en parte, también este culto se mantiene hasta la época actual. La idea o representación conceptual de estas deidades, así como su área de acción, se han asociado frecuentemente a la fertilidad, a la maternidad o a otras figuras femeninas comunes. Sin embargo, se idearon también diosas de la guerra, de la sabiduría, del mar o del conocimiento. Frecuentemente son parte de un largo panteón que incluye deidades de ambos sexos y, en algunos casos, incluso deidades hermafroditas (que tienen los dos sexos).

## Significado

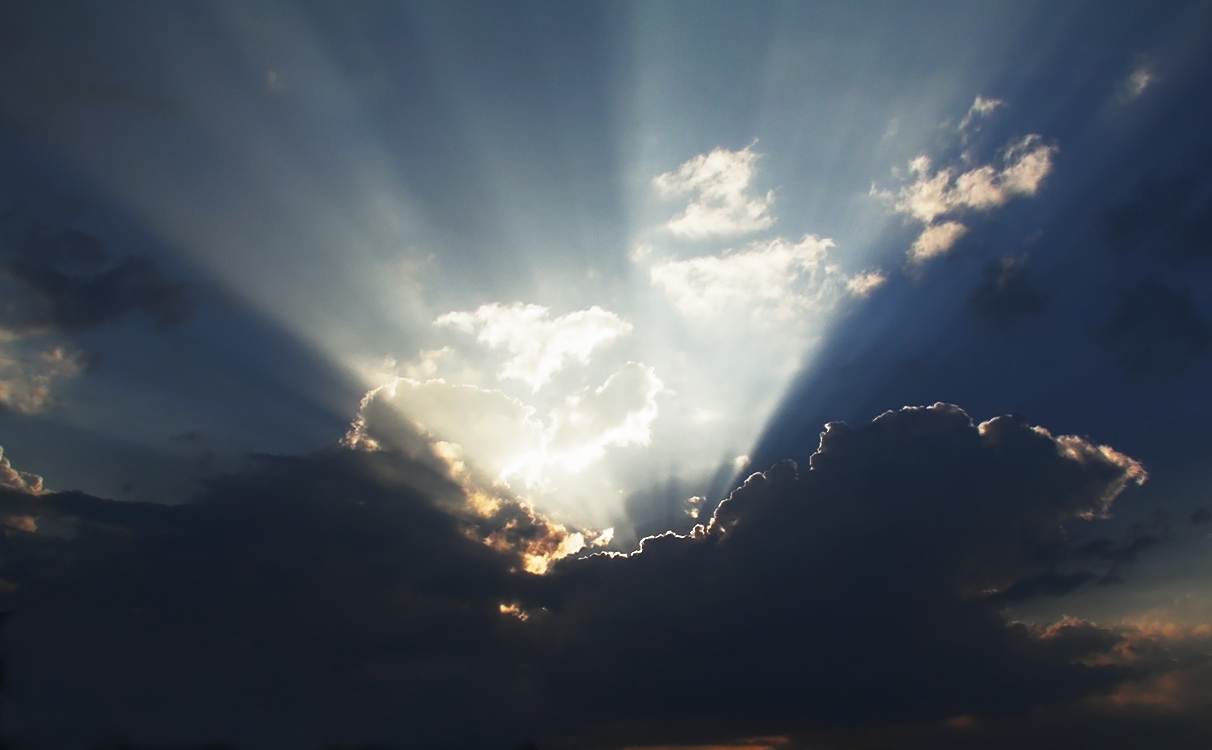
A menudo Dios es imaginado como una fuerza de la naturaleza o como un ente consciente que se puede manifestar en un aspecto natural. Tanto la luz como la penumbra son símbolos recurrentes para representar también a una Diosa en otras culturas.

La capacidad generativa o procreativa de las diosas (tal como la de los dioses masculinos) está relacionada con los mitos creacionales del mundo. El principio femenino se asocia con el nacimiento, es decir, también con el nacimiento o surgimiento del cosmos. De aquí resultan las ideas, surgidas probablemente en una época muy temprana de la prehistoria de la humanidad, acerca de la existencia de una Diosa Madre, así como también de una Madre Tierra, conceptos respaldados a través de los hallazgos de entre 100 y 200 estatuillas de Venus del Paleolítico superior (desde 40.000 años antes del presente, tal como parece confirmar históricamente el reciente hallazgo de la Venus de Hohle Fels), todas pequeñas representaciones figurativas de cuerpos femeninos desnudos en las que se destacan especialmente las características sexuales. Esta interpretación, sin embargo, ha sido mayoritariamente rechazada por la arqueología.
Las diosas aparecen en muchos mitos como figuras que suelen no corresponder a la imagen actualmente vigente de lo femenino. Así, se las relaciona con atributos aparentemente masculinos: con la guerra, la caza, la dominación, la violencia y el poder, con el espíritu perfecto y la sexualidad autónoma, como el que subyace al mito de las amazonas, que aún no se he logrado aclarar históricamente de modo definitivo. Además, la diosa representa el principio de la muerte, con lo que por una parte se representa conceptualmente que la que da la vida, también quita la vida, cuestión que por otra se relaciona con la creencia de que a través ello sería posible la palingenesia. Así, en el papel de diosa de la vida y de la muerte, lo femenino se pone en relación con el destino humano. A través de las propiedades contradictorias que se atribuyen a las diosas, muchas aparecen (como también es el caso de los dioses masculinos) como encarnaciones de la unidad entre términos contrarios o complementarios, tales como creación/destrucción, vida/muerte, amor/odio, bien/mal, espíritu/materia, luz/oscuridad.

### Diosas en el desarrollo de la civilización
En el tránsito desde las pequeñas organizaciones sociales hacia las civilizaciones los cultos a las diosas tuvieron importancia en todo el mundo, así por ejemplo en India, Egipto, Mesopotamia, China, Japón, Grecia y Roma. En estas sociedades agrarias complejas las diosas eran responsables, entre otros asuntos, de la fertilidad de los cultivos, de la monarquía, de la protección de los centros religiosos y de la victoria en las guerras.
En las diferentes culturas, las diosas tenían numerosas funciones importantes, sin embargo no se puede establecer un culto universal a una «Gran Madre». En algunas culturas las diosas estaban estrechamente relacionadas con el surgimiento de ciudades más grandes, así como también con la aparición de la monarquía y se les consideraba como el origen de las organizaciones sociales de mayor complejidad. Con frecuencia eran responsables de instituciones sociales, como la recaudación tributaria o la distribución de los recursos, mientras que en otras culturas, las diosas solamente representaban a las compañeras de los dioses masculinos o fueron incorporadas a la religión mistérica desde cultos chamánicos más antiguos.
El concepto diosa es apoyado por matriarcas modernos y panteístas como la versión femenina, o análoga a Dios (por ejemplo, el dios abrahámico), quien en el círculo feminista y en otros círculos es percibido como un ser arraigado en el concepto patriarcal dominado por la exclusión de conceptos femeninos.[cita requerida]
La relación femenino-masculina entre deificaciones es a veces originada en el Monismo ("uno-ismo") sin una vinculación a un concepto definido y rígido de monoteísmo contra politeísmo en donde diosa y dios son vistos como géneros de un ser trascendental.[cita requerida]

## Religiones históricas

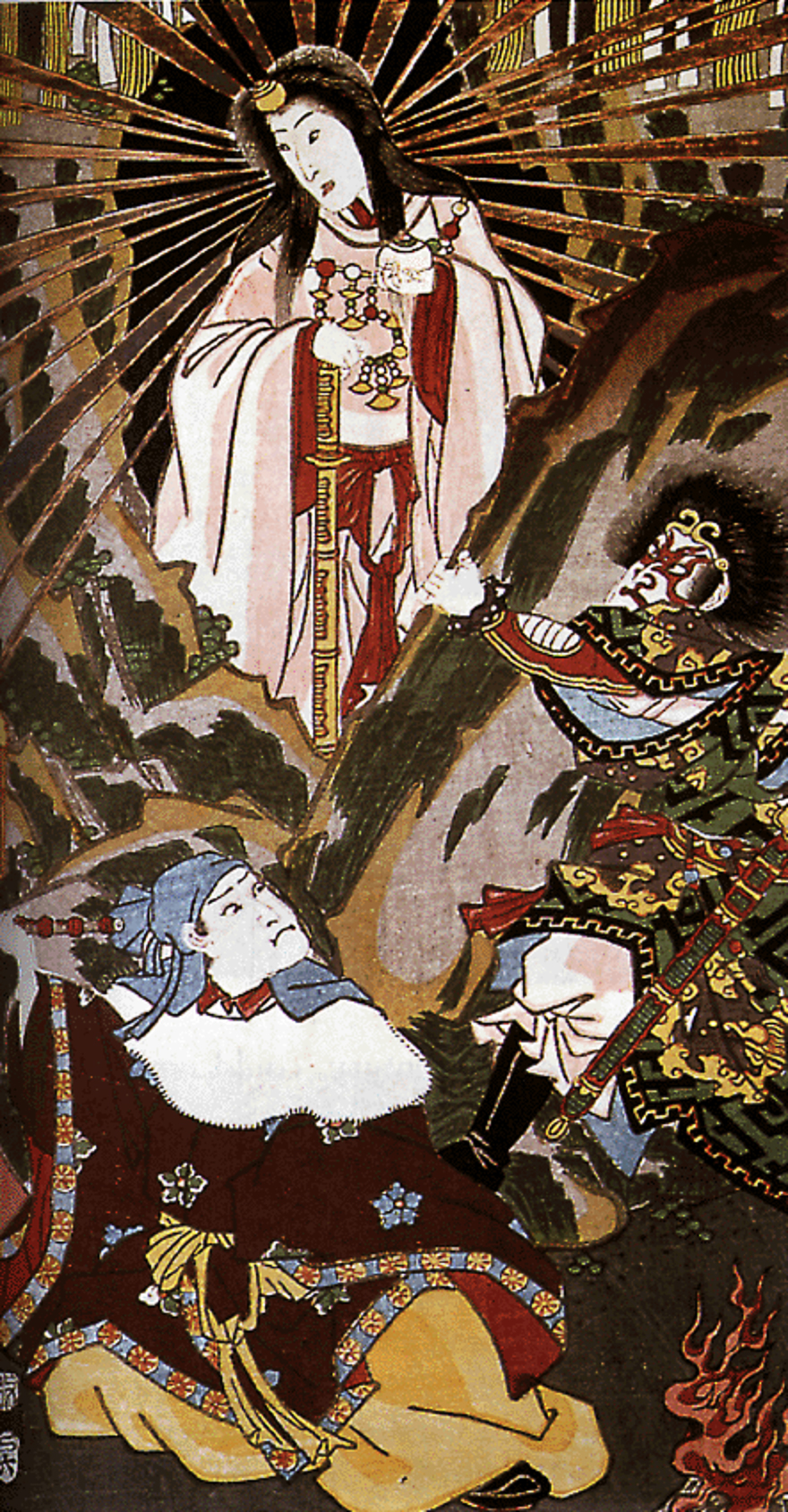
La diosa solar Amaterasu, dentro de la religión sintoísta.

En la región de Mesopotamia las diosas se cuentan entre las deidades más antiguas y algunos investigadores suponen una presencia de deidades femeninas que alcanzaría hasta la prehistoria, debido a que una gran parte de las esculturas que se han encontrado son femeninas, mientras que las esculturas masculinas más bien constituyen la excepción.
Existe controversia sobre si acaso la primacía de diosas está relacionada o no con el matriarcado social. Una comparación con culturas actuales que contemplan muchas diosas o entre las que existe un prominente culto a las deidades femeninas, muestra que estas «no son obligatoriamente sociedades en las que se aprecie a las mujeres y se les ofrezca oportunidades».
Con la excepción de la Diosa del Sol hitita de Arinna, en la mayoría de las religiones de la antigüedad no existen diosas encabezando una jerarquía de deidades. Actúan frecuentemente como diosas de la fertilidad, figuras maternales, diosas de la tierra o también meramente «como complemento de su esposo sin templo propio».
La diosa acádica Ishtar – y correspondientemente la diosa Inanna sumeria y la diosa Astarte semita oriental – fue una diosa de la guerra, diosa madre y diosa del amor. Como se trataba de la diosa dominante, su nombre podía ser utilizado para nombrar a las diosas de manera general.
Las diosas de la tierra, de la fertilidad y otras similares fueron adoradas en todos los lugares donde vivían agricultores, desde Egipto, pasando por el Asia Menor hasta entre los celtas, germanos y eslavos. También en las culturas de los aztecas, mayas e incas se rindió culto a este tipo de diosas.

## Antiguo Oriente Medio

### Egipto

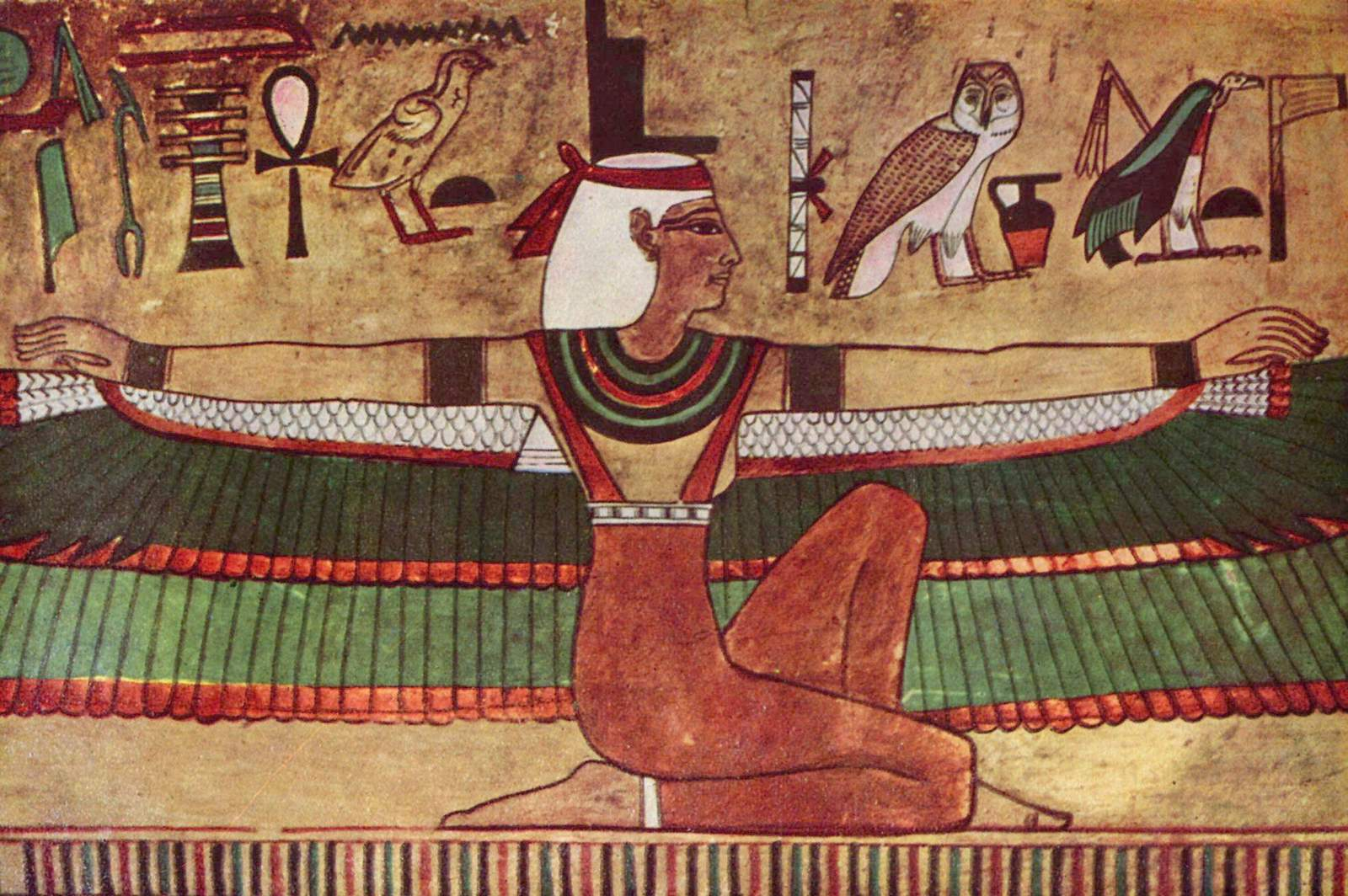
Representación de la diosa Isis.

Representación de Maat como diosa.

Representación de la diosa Bastet.

En el antiguo Egipto había una gran cantidad de diosas importantes. Por ejemplo, la diosa del cielo, Nut, quien también era la esposa del dios de la tierra, Geb, la diosa de la guerra, del tejido y de las armas victoriosas Neith, y Hathor, que como diosa del cielo aparece en distintas formas. Otras diosas importantes en Egipto fueron por ejemplo Maat, Bastet y Mut.
Una de las diosas egipcias más conocidas es Isis. Se consideraba al Faraón un hijo de Isis y dado que su nombre está relacionado lingüísticamente con la palabra egipcia para «trono», se la consideraba también como la sagrada sede del Faraón. Más tarde Isis fue esposa de Osiris y madre de Horus y se convirtió finalmente en una diosa universal, cuyo culto se extendió hacia Grecia y Roma.
- Isis
- Bastet
- Sekhmet
- Hathor
- Neftis
- Wadjet
- Mut
- Nut
- Neit
- Tawret
- Maat

### Mesopotamia

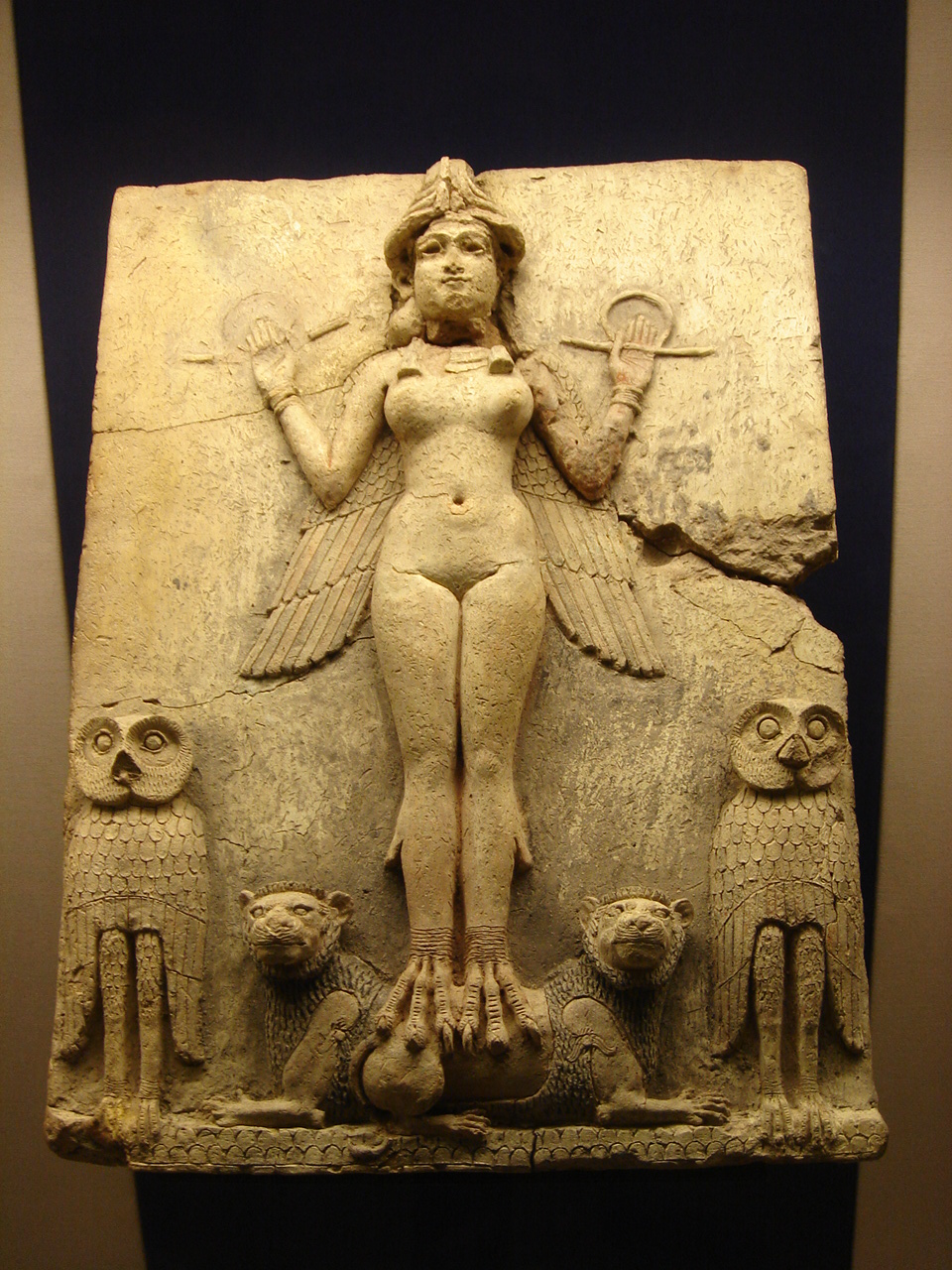
Representación de una diosa, probablemente de Ištar/Inanna, en el Museo Británico. Otra posible diosa sería Ereškigal. Sin embargo, no está completamente clara la asociación.

- Ninhursag
- Tiamat
- Ishtar

### Arabia
En la religión pagana que prevalecía en Arabia antes del islamismo, se adoraba a varias diosas, incluyendo a tres a las que se refieren como hijas de Dios: Al-lat, Uzza
(Al-Uzza o también Al-Ozza) y Manah, las tres diosas principales de La Meca.

## Religión indoeuropea

### Religionesdhármicas

#### Hinduismo
El hinduismo es un complejo de varios sistemas de creencias que ven a varios dioses y diosas como representativos o emanados por una sola fuente, Brahman, interpretado como la esencia que forma todo, informe, infinito e impersonal en la tradición Advaita o como un dios dual como lo son Laksmí-Visnú, Radhá-Krisná, Deví-Shivá según las tradiciones dvaita (dualidad). Los śaktas, los adoradores de las diosas, asocian este Dios con Deví, la diosa madre.
Aspectos tales como un Dios que es un Dios masculino (Śaktiman) con energía femenina (Śakti) trabajando como una pareja son frecuentemente imaginados como dioses varones y sus esposas o consortes, proveyendo muchas analogías entre un sostén pasivo de género masculino y el dinamismo de la energía femenina.
Por ejemplo, Brahmá forma pareja con Sárasuati, mientras que Shivá forma pareja con Uma, quien es representada a través de un número de avatares (encarnaciones): Párvati y las guerreras Durgá y Kali. A veces, los nombres de estas diosas del hinduismo son intercambiables.
La idea de las śaktis introduce un elemento adicional. Su ideología, basada principalmente en los tantras considera a Śakti como la energía mediante la cual todas las divinidades funcionan, por lo que lo masculino resulta dependiente de lo femenino.
En efecto, en una escritura śakta conocida como Devi-majatmia, todas las diosas se presentan como expresiones y aspectos de una única fuerza femenina, una en su verdad, pero expresada en forma de muchas diosas, que da al mundo y al cosmos la energía para su funcionamiento. Tanto los tratados filosóficos como las metáforas transmiten el mensaje de que la potencialidad del ser masculino está determinado por la acción de lo divino del género femenino.
Las deidades locales de diferentes regiones en la India fueron a menudo identificadas con las deidades hindúes principales, proceso que ha sido llamado sanscritización. Otros lo atribuyen a la influencia del monismo (aduaita: ‘no dual’) el cual reniega de una categorización politeísta o monoteísta.
Algunas diosas llegan a tener hasta más de 100 nombres. Mientras que las fuerzas monistas han llevado a la fusión entre algunas diosas, fuerzas centrífugas han dado origen al ascenso de nuevas diosas y rituales populares en distintas partes del mundo hindú. Así, la diosa Durgá, que es muy popular, podría haber sido una diosa prevédica, que después habría sido fusionada con otras diosas como Párvati, un proceso que se puede rastrear a través de textos tales como el Kalika-purana (del siglo X d. C.), el Durga-bhakti-taranguini (de Vidia Pati, siglo XV), el Chandi-mangal (del siglo XVI), etc.

### Religión grecorromana

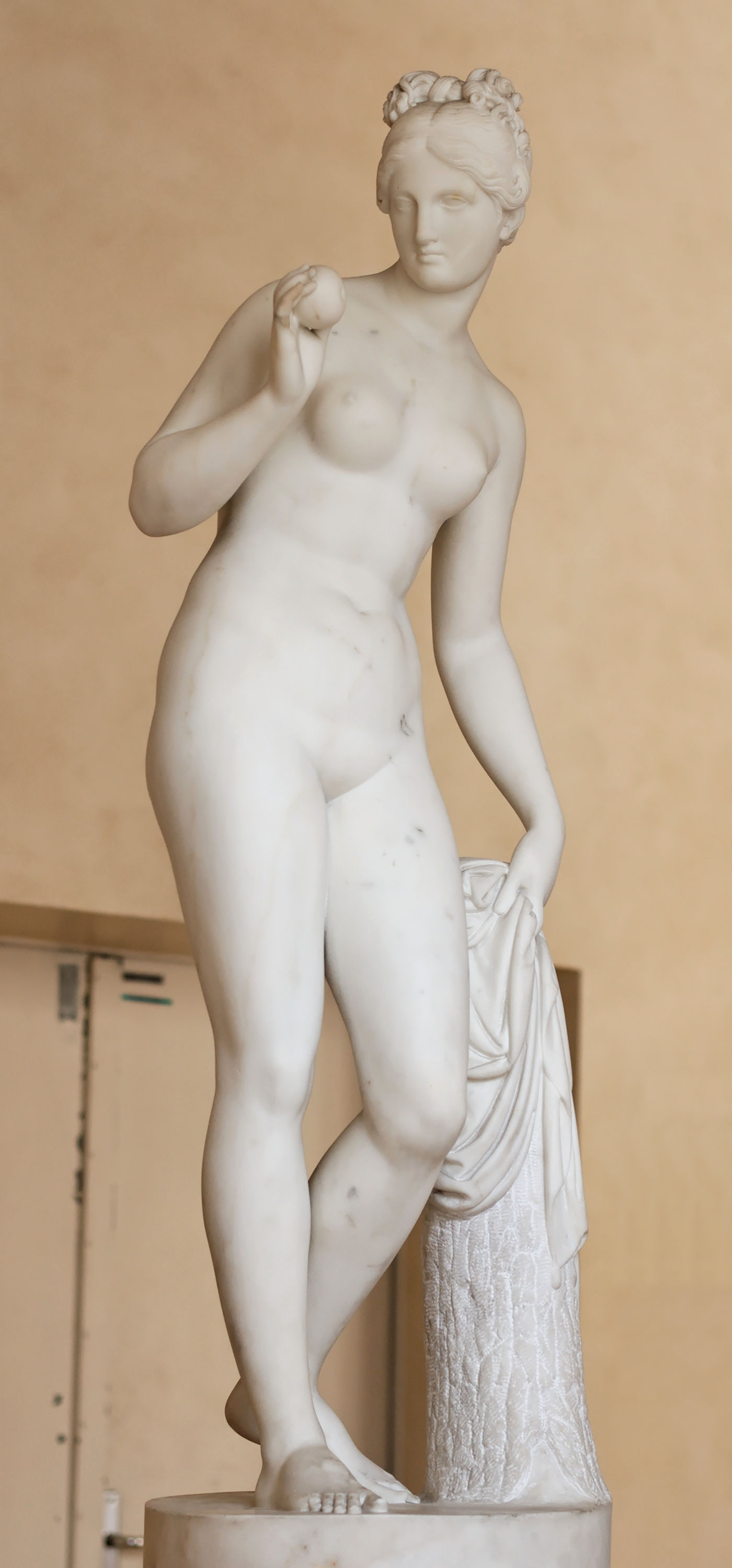
Diosa Venus con manzana de Bertel Thorvaldsen (c. 1805).

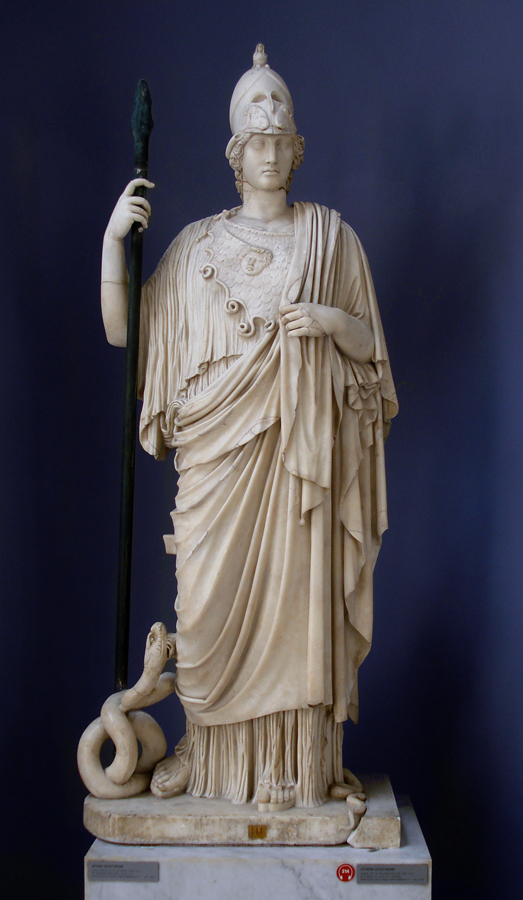
Atenea Giustiniani, copia romana del original griego atribuido a Fidias. Museos Vaticanos.

Las diosas griegas preolímpicas generalmente estaban integradas a los rituales de la vegetación, como por ejemplo la Madre Tierra y la Madre de los Dioses cnótica, Gaia. Antes de que el Oráculo de Delfos se dedicara a Apolo, estaba en relación con Gaia. En el ejercicio del culto a Gaia se ofrecían en sacrificio animales, cereales y frutas y se practicaban trances de posesión.
En los Misterios eleusinos se adoraba a la diosa de la Tierra Demeter. En este culto aparece el tema de la reencarnación en la hija de Demeter, Perséfone, que fue secuestrada desde el Hades en el inframundo.
Las diosas griegas posteriores descendían a menudo de diosas prehelénicas de la tierra. Las diosas olímpicas eran Hera, Atenea, Artemisa, Deméter, Hestia y Afrodita. Estas diosas tenían diferentes papeles y funciones, que también seguían mostrando las antiguas esferas de influencia. Las diosas griegas perdieron en parte los antiguos aspectos ctónicos tras ser colocadas en una jerarquía cuyo dios supremo era Zeus. Con frecuencia, ya no mostraban ninguna conexión con las fuerzas de la vida y la muerte. En lugar de las diosas de la tierra, en el panteón masculino surgieron diosas que encarnaban aspectos parciales de la idea de diosa. En el desarrollo de la cultura griega, esta "división de la diosa en partes componentes" representó una transformación del culto.
En la cultura romana existe una fuerte identificación entre las deidades romanas y griegas, la mayoría de los dioses romanos tenían un equivalente griego. Entre las diosas correspondientes a las griegas se encuentran Juno, Diana, Minerva, Venus, Vesta, Ceres y Proserpina.
En la antigüedad, además de las Parcas (diosas por destino) Artemisa, Ilitía junto con Hera, Juno y Lucina, entre otras, eran consideradas diosas de nacimiento. Roma también adoptó diosas de otros pueblos y culturas, como Cibeles de Anatolia y la egipcia Isis.
- Gaia
- Potnia Theron
- Deméter
- Atenea
- Cibeles
- Hera
- Thea
- Perséfone
- Artemisa
- Afrodita
- Nyx

### Religión celta
- Danna
- Dea Matrona
- Sulis, Verbeia
- Brigit
- Agrona, Mórrígan

### Religión germánica
De la información que nos ha llegado acerca de la mitología germánica se puede observar que contenía numerosas deidades femeninas, gigantas y diosas.
- Freya
- Frigg
- Fulla
- Gná
- Gullveig
- Hel
- Hlín
- Iðunn
- Nanna
- Nerthus
- Nornas
- Nótt
- Skaði
- Sol

### Religión mesoamericana prehispánica
En el valle de México desde tiempos inmemoriales se acostumbraba la adoración de una extremadamente extenso panteón femenino. algunas de ellas fueron transformadas y hasta la fecha continúa su adoración.
- Coatlicue
- Acuecueyocihuatl
- Cihuacóatl
- Tonantzín
- Ixtocihuatl
- Coyolxauhqui

En Sudamérica, los incas tenían varias deidades femeninas.
- Mama Quilla
- Pacha Mama

### Creencias polinesias
Del antiguo y milenario culto ubicado en las actuales islas del Pacífico. Desde las pequeñas pertenecientes a Oceanía, hasta el grupo de islas hawaianas.
- Kane Milohai
- Pele

## Religiones abrahámicas

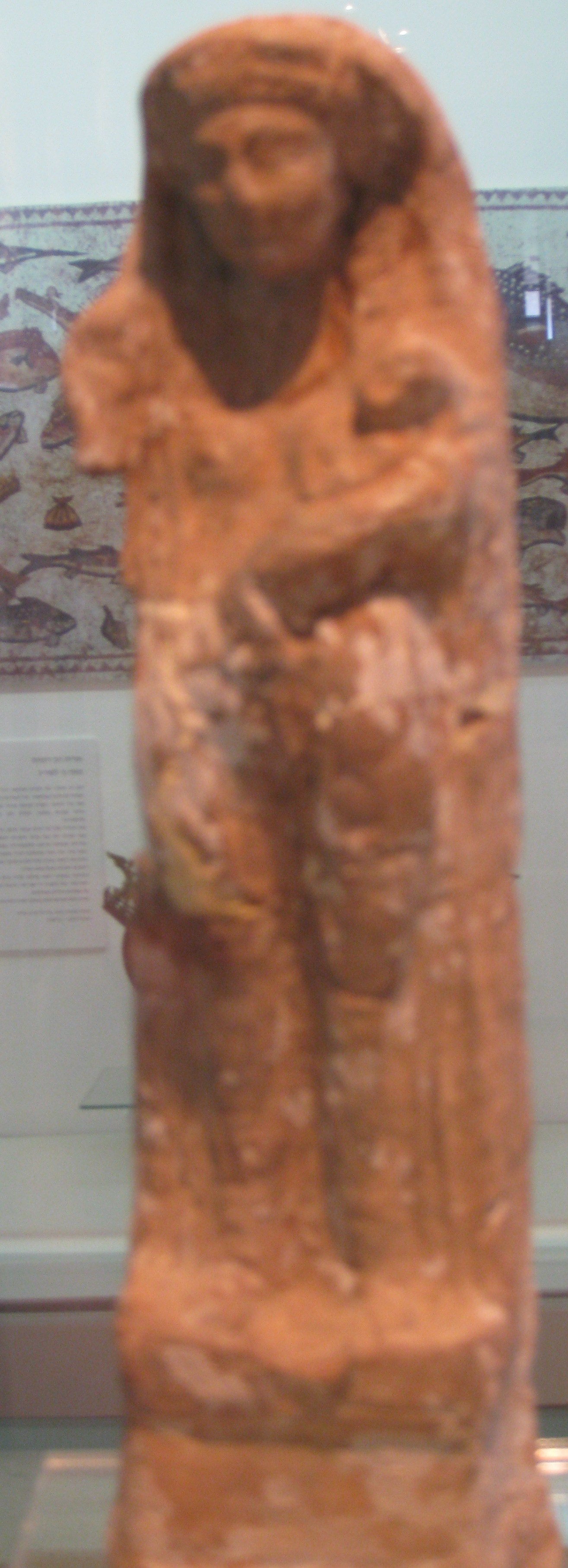
Astarot, era una Diosa de la fertilidad y del amor sexual. Fue la deidad principal de los cananeos. Se dice también que fue considerada al inicio la esposa del Dios bíblico de los judíos, Yahveh.

Las culturas monoteístas, las cuales reconocen solo una deidad principal, generalmente le atribuyen características masculinas, utilizando implícitamente el género gramatical masculino y, explícitamente, utilizando términos como "Padre" o "Señor". En todas las religiones monoteístas, sin embargo, hay corrientes místicas que enfatizan los aspectos femeninos de la divinidad; por ejemplo, los collyridianos en el nacimiento de la cristiandad, que veían a María como una diosa; la visionaria medieval Juliana de Norwich; en el judaísmo la Shekinah o en las tradiciones gnósticas la Sophia; y algunos textos sufíes del islamismo.

### Judaísmo
El antiguo hebreo, así como también el nuevo hebreo, no tienen género neutro, solo masculino y femenino. Aunque el judaísmo usa palabras masculinas para describir a Dios, el judaísmo mantiene que Dios no tiene género. Se pretende un equilibrio, donde Dios podría ser referido en género masculino en la mayoría de los objetos relacionados con la adoración en el judaísmo, así como la Torá es referida en el género femenino.

### Cristianismo

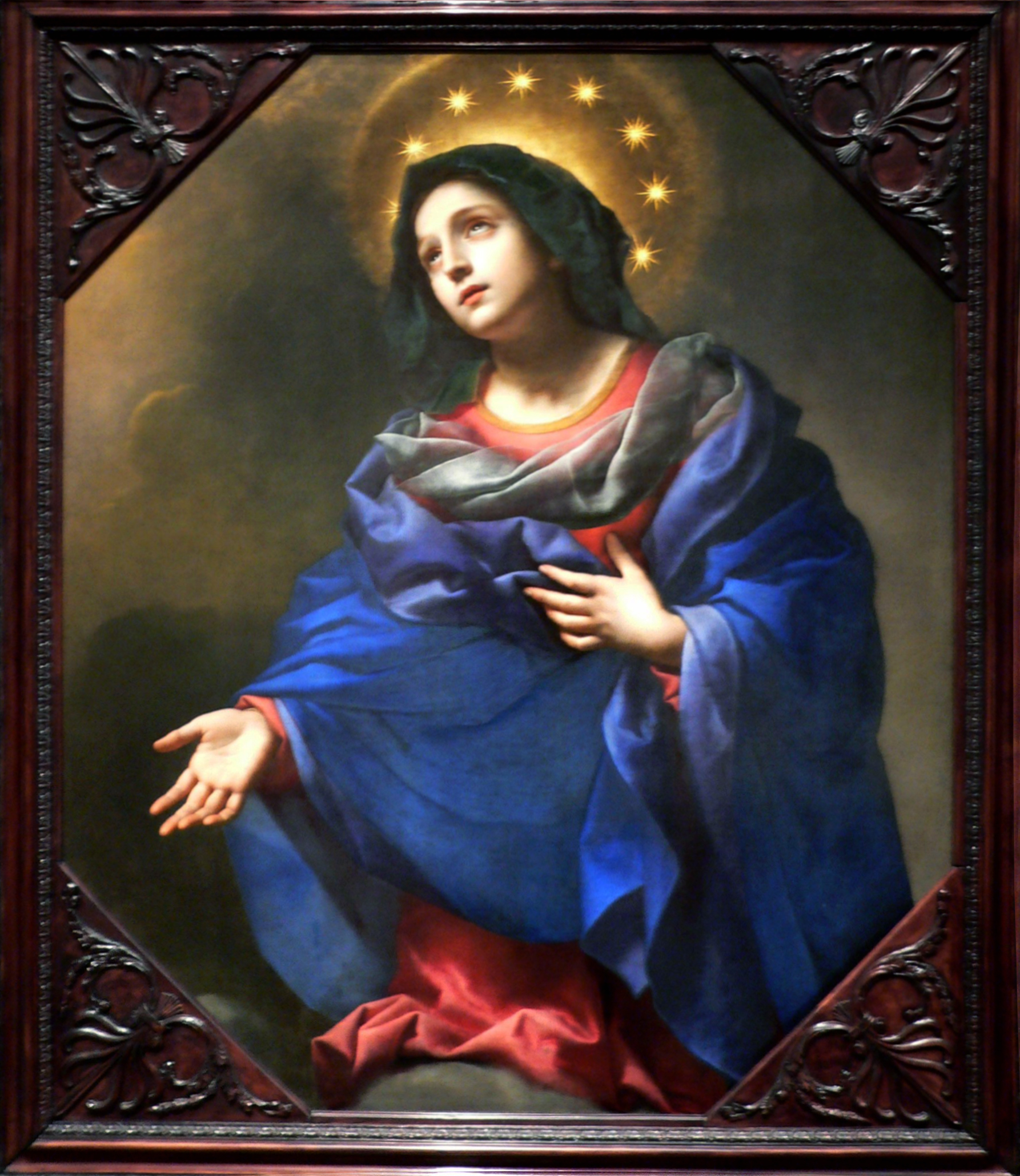
La Virgen María, la madre de Jesucristo, es considerada sobre todo por los fieles católicos como la madre de Dios. Obra de Carlo Dolci.

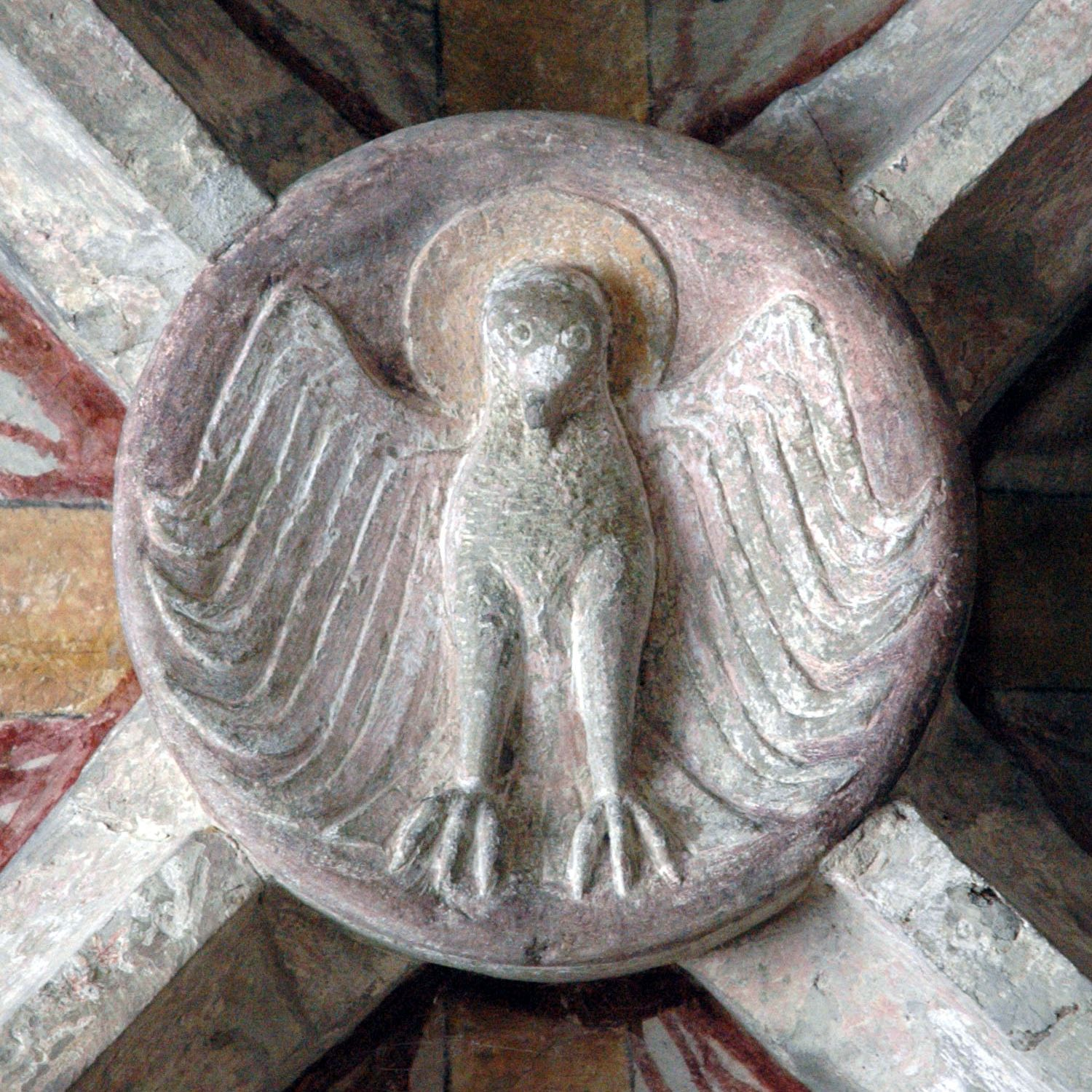
Representación en piedra del Espíritu Santo: su santidad queda indicada con la orla de la cabeza. Clave en la iglesia de San Miguel de Michaelsberg (Cleebronn, Alemania). Para algunos es la Diosa de la fe cristiana, basado en una deidad femenina.

Creer en una deidad femenina bajo el cristianismo era usualmente considerado herético o una característica de herejía, aunque la veneración a María la madre de Jesús, como un ser humano especialmente privilegiado aunque no una deidad, ha continuado desde el comienzo de la fe cristiana.
En algunas vertientes cristianas (como los ortodoxos), Sofía es la personificación de la sabiduría divina (o de un arcángel) que toma una forma femenina. Ella es mencionada en el primer capítulo del Libro de los Proverbios.
Desde 1980, las cristianas feministas han desafiado este punto de vista tradicional. Algunas, como Mary Daly, ya no se consideran cristianas, pero otras continúan buscando un espacio dentro de sus tradiciones para la mujer divina y por el mando espiritual femenino (ver teología).
Sin embargo, es importante notar que mientras el uso explícito del término "diosa" es raro en el cristianismo tradicional, la creencia de que Dios trasciende el género, poseyendo ambos, masculino y femenino, es bastante común. Los pronombres femeninos históricamente han sido usados para referirse a la Santísima Trinidad. El Catecismo de la Iglesia Católica enseña que Dios no es varón, pero por el rol que cumple en nuestro mundo el término "Padre" es más apropiado que "Madre".

### Islamismo

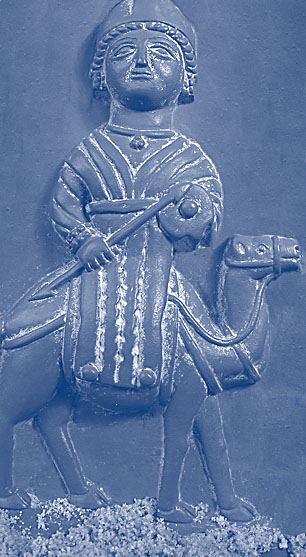
La Diosa Allat en un camello. Bajorrelieve de Taif, Arabia Saudita, hacia 100.

En la Meca preislámica, las diosas Uzza, Manah y Al-lat eran conocidas como "las hijas de dios". Uzza era adorada por los nabateos, quienes la asociaban a las diosas grecorromanas Afrodita, Urania, Venus y Caelestis. Cada una de estas tres diosas tenía su templo propio cerca de la Meca. La protección de Uzza era invocada por la tribu preislámica de los curasíes. En el 624, en la batalla de Uhud, el grito de guerra de los curaisíes era: «¡Adoradores de Uzza, gente de Hubal!» (según Tawil, 1993).
De acuerdo al controvertido relato de Ibn Ishaq de los versos satánicos, estos versos las reconocían originalmente como poseedoras del poder de interceder por los musulmanes, pero fueron abolidos. Los estudiosos musulmanes han considerado la historia como no factible desde un punto de vista histórico, mientras que entre los estudiosos occidentales la opinión está dividida. Leone Caetani y John Burton están en contra, mientras que William Muir y William Montgomery Watt creen que puede ser plausible.
En el islamismo, Alá ―a pesar de estar mencionado como Ël― no posee género, ni masculino ni femenino, siguiendo el concepto abrahamánico.

## Nuevos movimientos religiosos

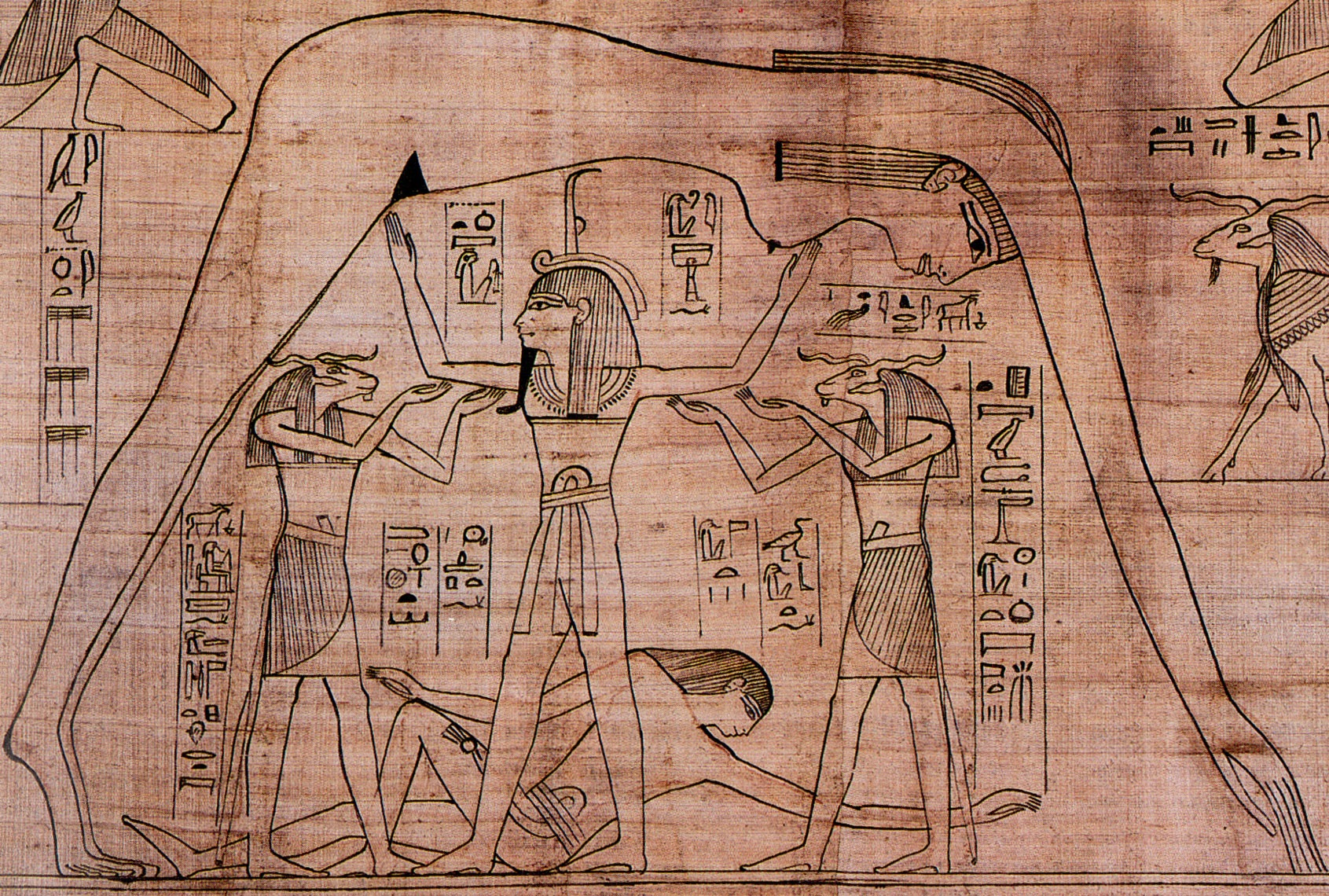
Diosa Nut, desnuda, con el cuerpo arqueado a modo de bóveda celeste, sobre su marido Geb (la Tierra). El padre de Nut, Shu (el aire atmosférico), intenta separarlos.

### Discordianismo
En el discordianismo (religión satírica estadounidense, creada en 1957 por dos estudiantes de secundaria), la grecorromana Eris (o Discordia) es generalmente venerada como diosa, como se ilustra en la primera cláusula del Pentabarf:

No hay otra Diosa que Diosa, y ella es tu diosa. No hay otro movimiento que el movimiento erisiano, y este es el movimiento erisiano. Y toda manzana dorada es el querido hogar de un gusano dorado.

Ella generalmente es descrita como una mujer iracunda que extiende el caos y la discordia, que son fundamentales para la vida y la creatividad. Sin embargo, debido a la naturaleza de la religión, esto está abierto a la interpretación individual. Mucha gente compara a Eris con un concepto o idea, aunque esto puede ser considerado blasfemia por algunos.

### Reconstruccionismo

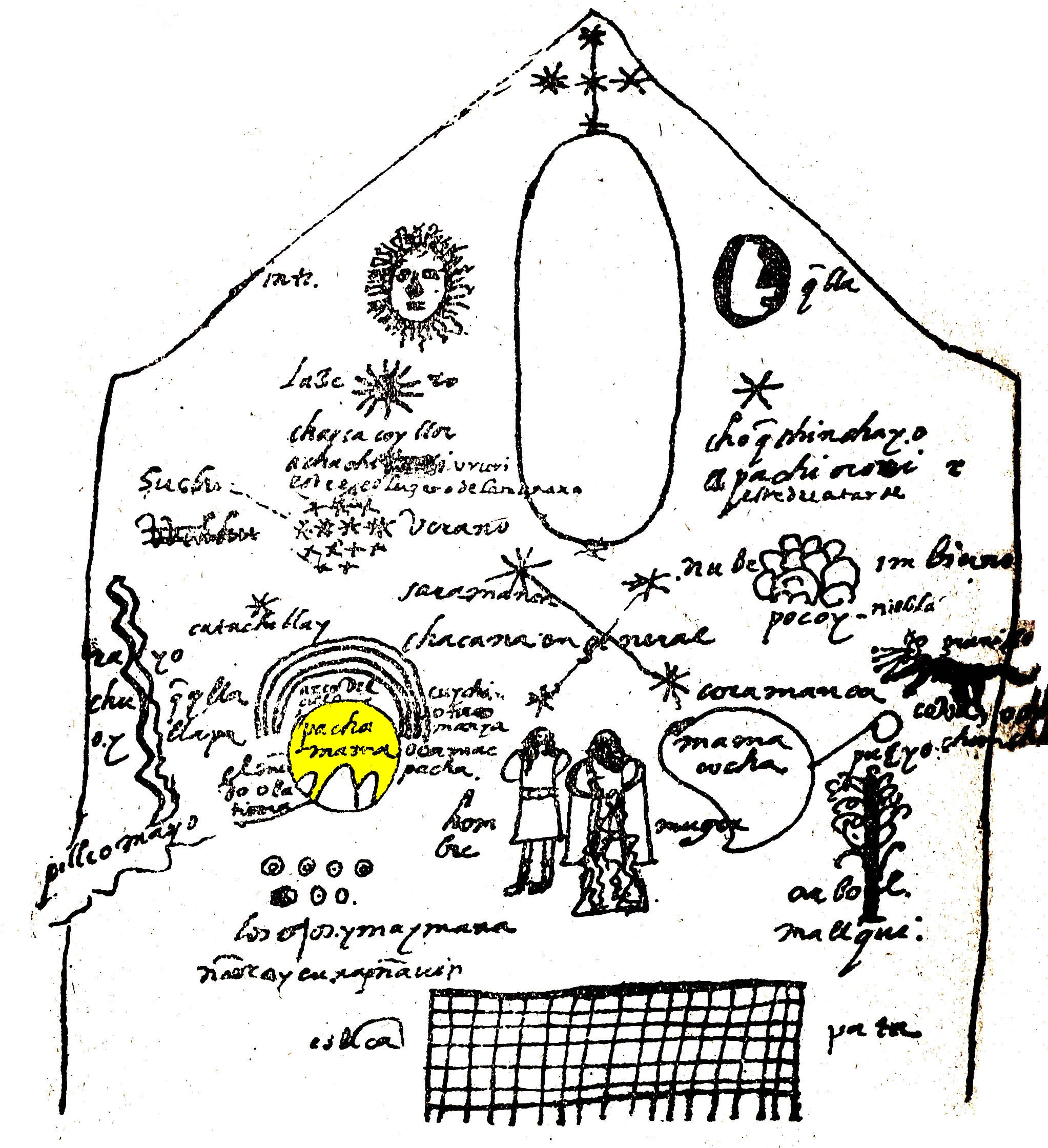
Representación de la Pachamama o la Madre Tierra en la cosmología según Juan de Santa Cruz Pachacuti Yamqui Salcamayhua (1613), según una imagen en el Templo del Sol Qurikancha en Cuzco. Según la cosmovisión precolombina andina, es una Diosa totémica de los Incas representando a la madre Tierra, a la que se brindaban presentes.

Los modernos reconstruccionistas politeístas se basan en la reconstrucción de las antiguas religiones politeístas, incluyendo varias diosas y figuras asociadas con las culturas indígenas.

### Wicca
En la Wicca "la diosa" o "la dama" es una de las deidades más importantes junto con su consorte, el dios astado. Ella es descrita como una diosa tribal del culto de las brujas, la cual parece inspirada en Aradia, la hija mesiánica de Diana descrita en Aradia de Charles Leland. No se consideraba que ella fuera omnipotente ni universal y se reconocía que existía un "Poder superior", a pesar de que las brujas no se preocupaban demasiado por este ser.
En muchas manifestaciones Wicca, la diosa ha sido considerada como una deidad universal, lo cual está de acuerdo con su descripción en La carga de la diosa, un texto clave de los wiccas. En esta guisa, ella es la "Reina del Cielo" en forma similar a Isis; ella también abarca y concibe toda la vida en forma similar a Gaia. En forma similar a Isis y ciertas concepciones clásicas tardías de Selene, ella es interpretada como la suma de todas las otras diosas, las que representan sus diferentes nombres y aspectos a través de las distintas culturas.
La diosa es muchas veces representada con un fuerte simbolismo lunar, inspirado en distintas culturas y deidades antiguas tales como Diana, Hecate e Isis, y muchas veces es representada como la tríada "Virgen", "Madre" y "Vieja bruja" popularizada por Robert Graves (ver Triple Diosa en sección a continuación). Muchas representaciones de ella toman elementos de diosas celtas.
Algunos wiccanos creen que hay demasiadas diosas y en algunas manifestaciones de la Wicca, particularmente en la Wicca Diánica, solo se venera a la diosa y el dios prácticamente no juega ningún papel en el ritual.

### Triple diosa

El símbolo de la triple diosa lunar.

Las diosas o semidiosas aparecen en grupos de tres en una serie de mitologías europeas paganas; por ejemplo, las Erinias (Furias para los romanos) y las Moiras (Parcas para los romanos) griegas; las Nornas nórdicas; Brigit y sus dos hermanas, también llamadas Brighid, en leyendas irlandesas o celtas.
Robert Graves popularizó la tríada de "Virgen", "Madre" y "Vieja Bruja" y a pesar de que esta concepción no se apoya en evidencia académica sólida, su inspiración poética ha tenido una amplia acogida.
Existe una amplia variedad en la concepción precisa de estas figuras, tal como ocurre típicamente en el neopaganismo y en las religiones paganas en general. Algunos la interpretan como tres etapas en la vida de la mujer, simbolizadas por la menarquia, la maternidad y la menopausia. Otros encuentran este enfoque como demasiado rígido y basado en la ciencia y biología y prefieren una interpretación más libre, en que la Virgen es el nacimiento (independiente, consciente de sí misma, exploradora), la Madre que da a luz (conectada con el mundo, acogedora y compasiva, creativa) y la Vieja bruja es la muerte y renovación (holística, remota, inescrutable) — las tres, eróticas y sabias.
En religiones derivadas del helenismo y posteriormente en religiones Nueva era y wicca, frecuentemente tres de las cuatro fases de la luna (creciente, llena y menguante) simbolizan los tres aspectos de la Triple Diosa. Se las representa juntas como un símbolo que se compone de un círculo entre la fase creciente y la menguante. Sin embargo, algunos, encuentran a esta tríada incompleta y prefieren agregar un cuarto aspecto. Esta sería la "Diosa negra" o "Mujer sabia", sugerida en cierta forma por la ausencia de la luna nueva en el simbolismo indicado previamente, o podría ser una diosa erótica que representaría una fase de la vida entre la Joven (Virgen) y Madre, o una Guerrera entre la Madre y la Vieja bruja. Existe una contraparte masculina a esto en el poema inglés "The Parliament of the Three Ages".
En la cultura popular moderna se ha representado la Triple Diosa como Virgen, Madre y Vieja bruja, como por ejemplo en la obra de Neil Gaiman, The Sandman.

### Feminismo religioso
Desde el comienzo de los movimientos feministas en Norteamérica, ha existido interés en analizar cómo las doctrinas, organizaciones y prácticas religiosas tratan a la mujer. El tema, por ejemplo, fue analizado en La biblia de la mujer de Elizabeth Cady Stanton. Nuevamente durante la segunda ola de feminismo en los años 1970, tanto en Norteamérica, como en países europeos entre otros, la religión fue foco de atención por el análisis feminista en el contexto del judaísmo, cristianismo, islamismo y otras religiones, y algunas mujeres se convirtieron a religiones centradas en diosas como una alternativa frente a las religiones en torno a Abraham (Womanspirit rising 1979; Weaving the visions 1989). Hoy en día, tanto mujeres como varones continúan comprometidos en movimientos en torno a diosas (Christ, 1997). La popularidad de organizaciones como La hermandad de Isis son muestras del continuo crecimiento de las religiones de diosas en el mundo.
Mientras que gran parte del esfuerzo en el judaísmo, cristianismo y el islamismo se focaliza en conseguir una equidad entre los dos géneros, mediante una reinterpretación de las escrituras y la utilización de un lenguaje asexuado para describir y referirse a lo divino (Ruether, 1984; Plaskow, 1991), existen ciertos grupos que se identifican como judíos, cristianos o musulmanes que intentan integrar conceptos asociados con diosas en sus religiones (Kien, 2000; Kidd 1996, "Goddess Christians Yahoogroup").[cita requerida]

### Femenino sagrado
El término "femenino sagrado" fue acuñado por primera vez en la década de 1970, en popularizaciones de la Nueva Era de la hindú Shakti. Posteriormente, se difundió más en la década de los 1990 por Andrew Harvey y otros y se consagró en la cultura popular en 2003 con la obra de Dan Brown El Código Da Vinci. Enfatiza la feminidad, por ser la matriz de la creación y por la capacidad de reproducción.